# Thomas Ier de Saluces
Pour les articles homonymes, voir Thomas Ier.
Thomas Ier de Saluces (en italien : Tommaso I del Vasto ou di Saluzzo) (mort le 3 décembre 1296) marquis de Saluces de 1244 à 1296.

## Origine

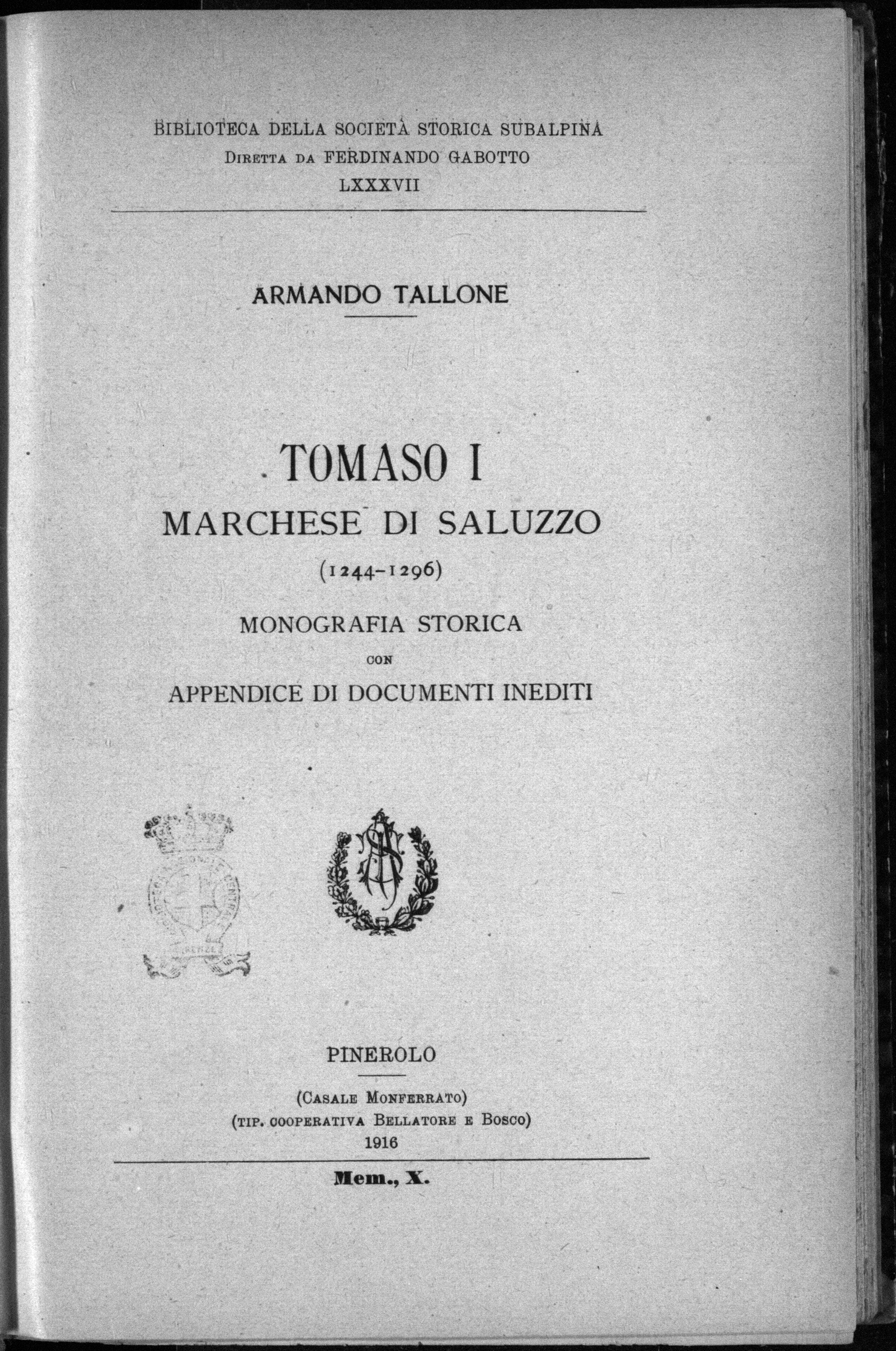
Armando Tallone, Tomaso I Marchese di Saluzzo, 1916.

Thomas Ier est le fils du marquis Manfred III de Saluces et de son épouse Béatrice de Savoie (morte en 1259) une fille du comte Amédée IV de Savoie. Après la mort de son époux Béatrice se marie en secondes noces en 1247 avec Manfred le fils de Frédéric II d'Hohenstaufen.

## Règne
Thomas Ier est d'abord placé jusqu'en 1254 sous la tutelle de sa mère et de Boniface II de Montferrat, époux de sa tante Marguerite de Savoie à la cour duquel il est élevé à Chivasso. En 1259 la situation politique en Italie septentrionale se modifie profondément quand Charles d'Anjou comte de Provence après avoir acheté en 1257 ses domaines à Guillaume VI de Vintimille intervient à l'est des Alpes. Coni se soumet à lui en juillet et l'abbé de San Dalmazzo le 14 août. Alba et Cherasco font de même, Savillan et le marquis de Ceva suivent leur exemple. Thomas Ier se voit menacer dans ses domaines quand la famille de Busca transfère son hommage à l'angevin.
En 1260 Asti se sentant menacée à son tour s'allie avec le marquis de Montferrat. Fossano demeure neutre quand Manfred le fils de l'Empereur Frédéric II apparait en Italie. Thomas Ier reste fidèle à l'alliance gibeline de sa famille et combat sous la bannière du comte de Savoie. Ce dernier capturé est temporairement enfermé à Turin en 1262. Le Marquisat est occupé en 1262-1263 par Guillaume VII de Montferrat passé dans le camp angevin. 
Après la défaite et la mort de Manfred Thomas Ier doit conclure en 1267 une paix désavantageuse avec Charles d'Anjou et lui céder ne nombreuses places et s'engager à ne pas fortifier Busca qui lui est rendu sans l'accord du comte ni de la commune de Coni. Charles d'Anjou est maintenant en possession de la totalité du royaume de Sicile et Thomas Ier n'appui pas le jeune Conradin dans son expédition contre Naples et reste en paix avec le gouverneur du Piémont.
En 1274 il reprend le combat contre Charles d'Anjou et les troupes d'Asti et de Chieri envahissent ses domaines. Il parvient à vaincre le gouverneur du Piémont après un retournement d'alliance des deux cités. Deux ans plus tard toujours victorieux il reprend ses domaines et annexe même Coni en 1281. 
Thomas Ier renforce son alliance avec les Gibelins en mariant en 1287 son fils et héritier Manfred IV de Saluces avec Béatrice la fille du roi Manfred Ier de Sicile et de sa seconde épouse. Charles d'Anjou accepte la restitution de ses domaines contre paiement de 0000 livres[Combien ?]. Un ultime conflit avec le comte de Savoie marque son règne il se termine en 1291 par un hommage lige restreint aux quatre localités qui avaient constitué le douaire de sa mère Béatrice de Savoie.

## Union et postérité
Thomas Ier épouse Louisa (morte le 22 août 1291) fille du Maréchal Giorgio de Ceva, avec qui il a quinze enfants (cinq fils et dix filles), dont :
- Manfred IV de Saluces ;
- Eleonora (1265 - après 1315) ;
- Alice de Saluces (morte le 25 septembre 1292), épouse de Richard Fitzalan, 8e comte d'Arundel ;
- Yolande (1270-1315), mariée à Opicino Spinola, puis à Luchino Visconti.
- Philippe (mort en octobre 1324) ;
- Eleonora (morte en 1330), épouse de don Felipe Fernández Señor de Castro, fils de don Felipe Fernández Señor de Castro ;
- Constanza (morte le 18 février 1348) épouse en 1328 Pierre III, Juge d'Arborée en Sardaigne ;
- Giovanni (1272/1276 - après 22 mai 1329), seigneur de Dogliani, ancêtre des lignée de La Manta et Lequio et des princes de Santo Mauro et de Belvedere ;
- Boniface (mort avant 8 décembre 1325) ;
- Georges (mort en Angleterre après 1349).

## Sources
- Nicolas Iorga Thomas III, marquis de Saluces Éditeur H.Champion Paris 1893.
- Anthony Stokvis, Manuel d'histoire, de généalogie et de chronologie de tous les États du globe, depuis les temps les plus reculés jusqu'à nos jours, préf. H. F. Wijnman, éditions Brill, Leyde, 1890-1893, réédition 1966. Volume III, chapitre XII, § 11 « Saluces » et tableau généalogique no 16 p. 731-732.
- (en) Medieval Lands Monferrato Saluzzo.